# Antonino Lo Giudice
Antonino detto Lo Giudice, detto Nino (Reggio Calabria, 1969), è un mafioso e collaboratore di giustizia italiano, già membro della 'ndrangheta (più precisamente della 'ndrina Lo Giudice), affiliato alla famiglia dei Lo Giudice, del quartiere San Giovannello-Eremo di Reggio Calabria, ora collaboratore di giustizia.

## Attività criminale
Lo Giudice si è accusato come autore delle bombe che, nel 2010, sono esplose davanti alla procura generale e sotto l’abitazione del magistrato Salvatore Di Landro, e del bazooka rinvenuto a poche centinaia di metri dal palazzo di Giustizia e indirizzato all’allora procuratore capo Giuseppe Pignatone. Per questo il pentito è stato condannato a 6 anni e 4 mesi. Lo stesso Salvatore Di Landro ha però espresso dubbi sul fatto che l'autore delle bombe fosse il pentito.

## Pentimento e collaborazione con la giustizia
Dopo il suo arresto, divenne collaboratore di giustizia. Il 3 giugno 2013 evase dagli arresti domiciliari, e venne nuovamente arrestato il 15 novembre 2013. Nel periodo di latitanza ritrattò le sue accuse, probabilmente per paura, ma le sue dichiarazioni erano già state giudicate attendibili dagli inquirenti. Sebbene si trovasse in una località protetta e segreta a Macerata, disse che aveva "iniziato a ricevere strane visite a Macerata” da uomini in borghese che si qualificarono come carabinieri e gli chiesero di non fare dichiarazioni su alcuni argomenti. Tra le persone che lo raggiunsero nella località protetta c'era una donna ucraina, una certa “Lea” che si è scoperto essere in contatto telefonico con un “numero intestato al comando generale dell’Arma.